# Macaque à toque
Macaca sinica · Macaque couronné
Espèce
Statut de conservation UICN

 EN A2cd : En danger
Statut CITES
Le macaque à toque ou macaque couronné (Macaca sinica) est une espèce de macaque endémique du Sri Lanka.
De petite taille, ce macaque est aussi à l'aise sur terre que dans les arbres des forêts qu'il fréquente partout sur l'île. C'est une espèce menacée par la destruction de son habitat naturel.

## Caractéristiques générales

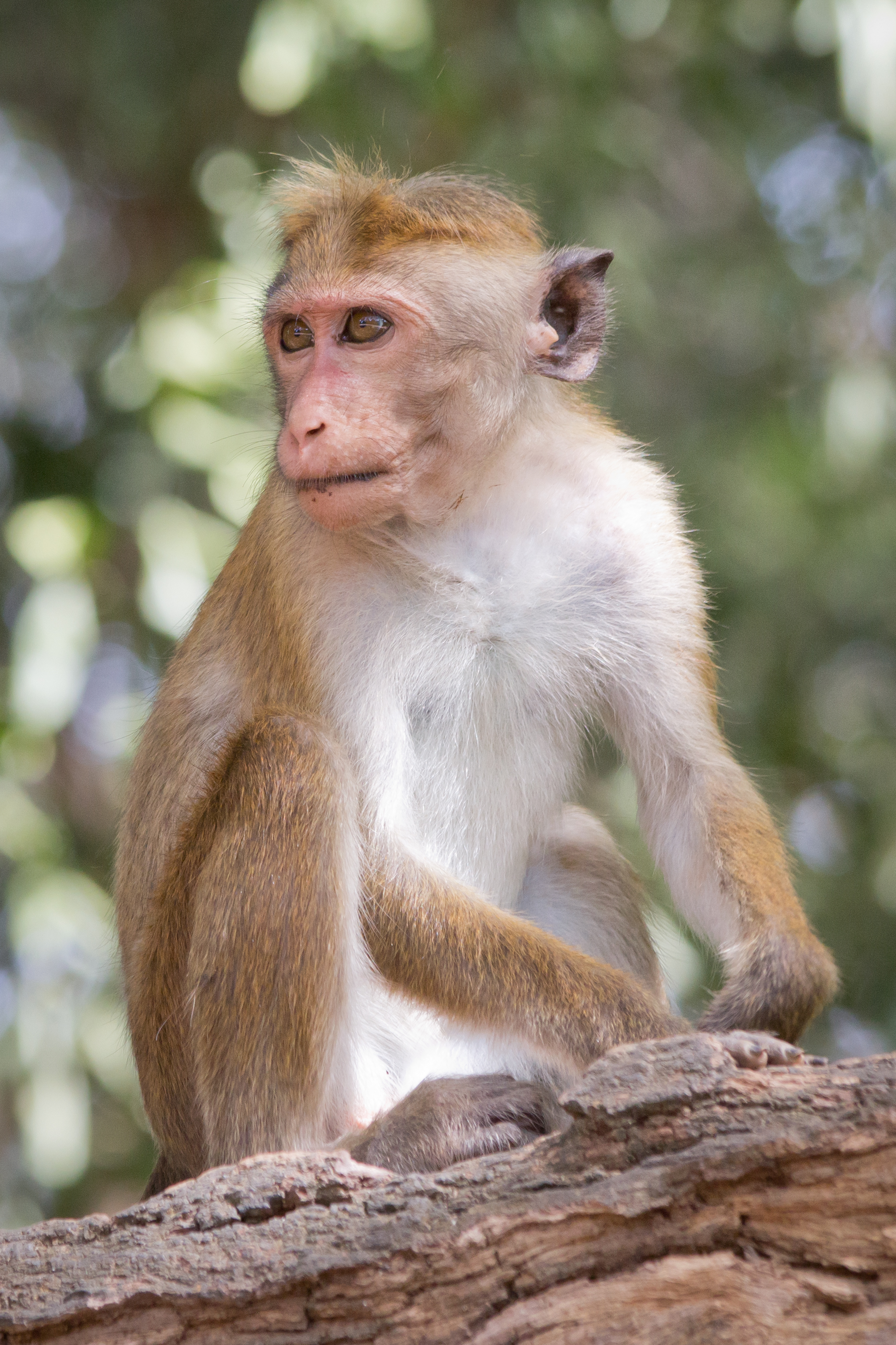
Un macaque à toque au Parc national de Yala.

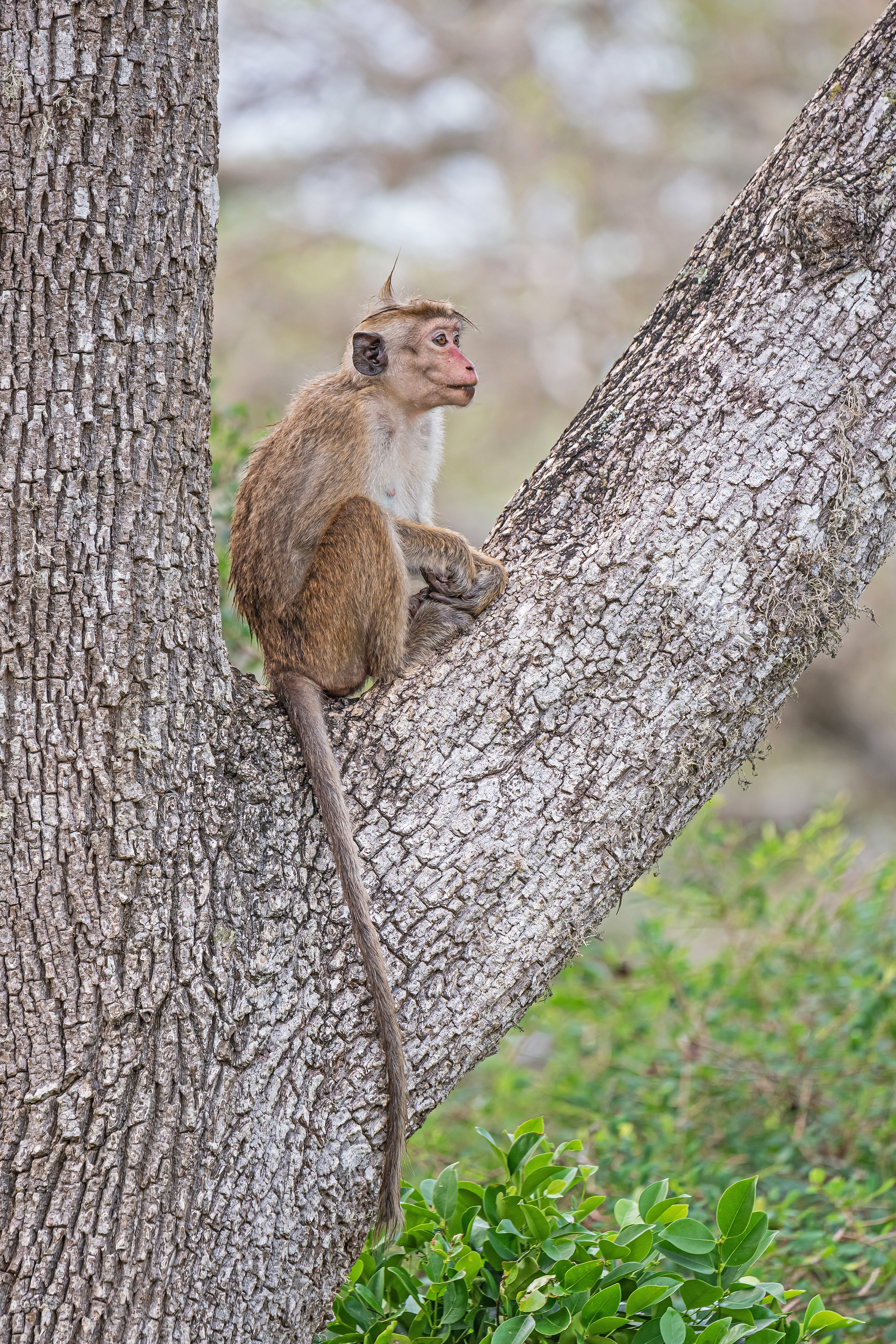
Un macaque à toque dans le parc national du Bundala, au Sri Lanka. Janvier 2020.

C'est un macaque léger et de petite taille, dont la morphologie le rend aussi à l'aise dans ses déplacements terrestres qu'arboricoles. Son pelage dorsal est pâle comparé à d'autres macaques, couleur chamois à brun doré avec souvent des reflets ambrés. Les parties ventrales sont claires allant du blanc au gris argenté, à l'exception des extrémités, pieds, mains, oreilles, lèvres et paupières qui peuvent être gris sombre à noires en fonction de la sous-espèce. La peau de la face peut parfois se pigmenter de rouge et/ou de noir avec l'âge. La tête est revêtue d'une sorte de couronne en forme de disque, constituée de poils allongés radiant depuis le sommet du crâne, dont la couleur va de l'ambré au brun doré.
Le mâle peut atteindre un poids de 4 à 6 kg pour une taille de 415 à 530 mm (tête et corps) et une longueur de queue de 450 à 560 mm. La femelle est plus légère et plus petite, avec un poids de 2,5 à 4,5 kg, une taille de 400 à 450 mm (tête et corps), et une longueur de queue de 450 à 560 mm.
Le macaque à toque possède trois sous-espèces qui diffèrent essentiellement par la couleur du pelage : M. sinica sinica (Linnaeus, 1771), M. s. aurifrons (Pocock, 1931) et M. s. opisthomelas (Hill, 1942). Il appartient à la branche sinica des macaques avec le macaque à bonnet, le macaque d'Assam, le macaque d'Arunachal et le macaque du Tibet.

## Reproduction

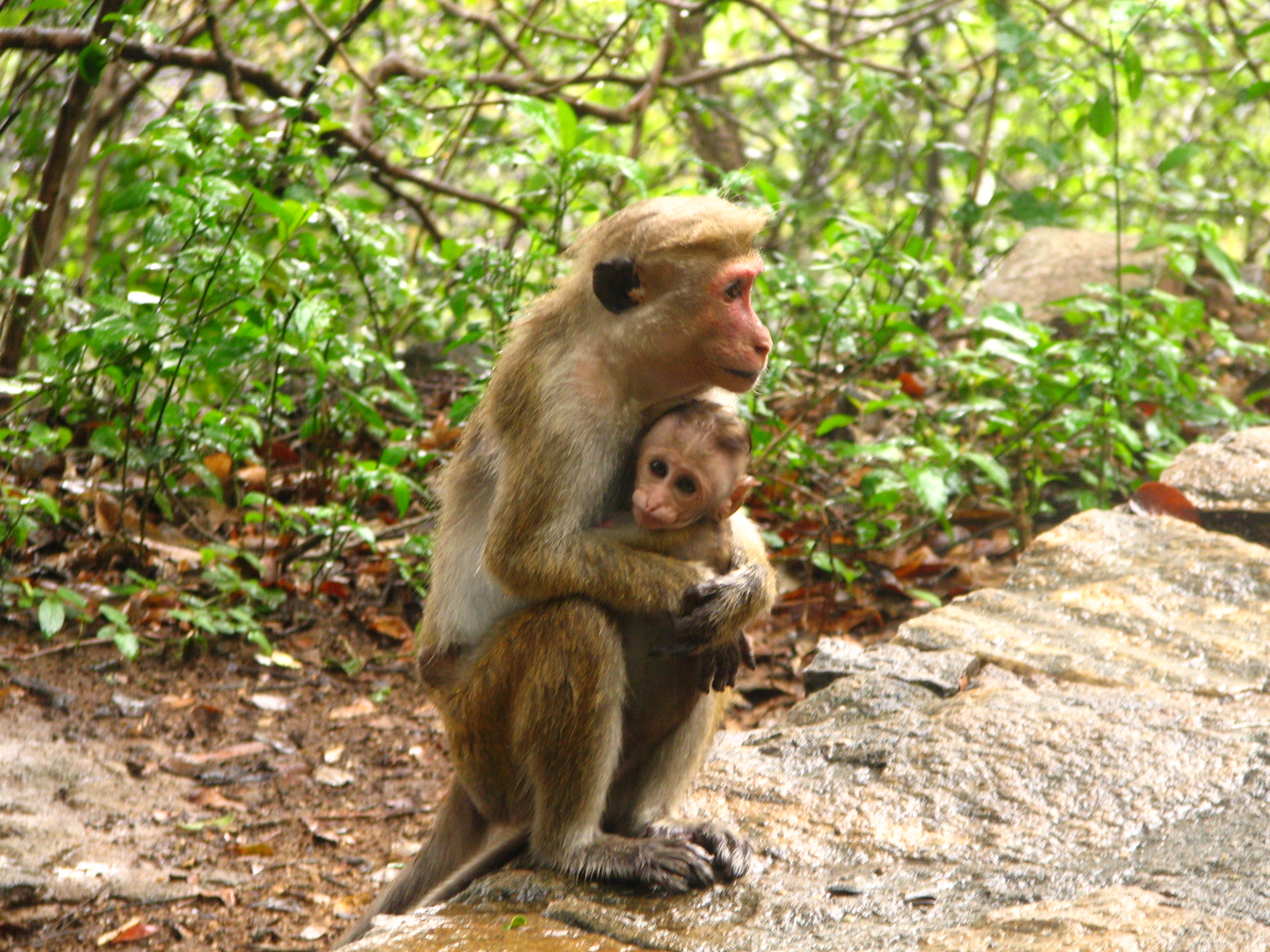
Une mère Macaca sinica et son petit de l'année.

Chez le macaque à toque la reproduction est principalement saisonnière avec un pic de décembre à février. Les mères donnent ordinairement naissance à un petit par saison de reproduction. La fertilité à l'échelle des groupes sauvages oscille autour de 0,7 petits/femelles adultes/an. Les femelles ont généralement leur premier petit vers 5 ans et la fertilité augmente jusqu'à l'âge de 25 ans avant de chuter brutalement après cet âge en raison de la ménopause. Le sex-ratio à la naissance est peu différent de 1.
Une étude tend à montrer que le sexe des nouveau-nés serait partiellement influencé par le rang hiérarchique de la mère et sa condition corporelle (maigre ou en bonne santé). En milieu naturel, les études menées sur la mortalité infantile montrent qu'elle atteint des valeurs très importante puisque environ 50 % des petites femelles et 30 % des petits mâles meurent avant l'âge d'un an. Seuls 15 % des nouveau-nés atteindront l'âge de 7 ans, qui correspond à l'accomplissement de la taille d'adulte. C'est à partir de cet âge que la courbe de mortalité cumulée depuis la naissance s'inverse en faveur des femelles.
Des études à long terme sur la paternité ont été menées dans des groupes sauvages de macaques à toque. Elles ont révélé que les petits conçus par une même femelle ne sont quasiment tous que des demi-frères car il est très rare qu'un mâle produise plus d'un descendant avec une femelle donnée. Aucune trace de consanguinité au premier degré n'a non plus été révélée lors de ces travaux. Chez le macaque à toque, l’unité sociale n'est pas la même que l’unité reproductive, en raison des possibilités de reproduction des mâles provenant de l'extérieur du groupe social. Bien qu'il soit commun, chaque année, que plusieurs mâles produisent des descendants dans un groupe social, au cours d'une même saison de reproduction seuls quelques mâles peuvent se reproduire. Le nombre moyen de mâles reproducteurs par groupe et par an est indépendant du nombre total de mâles dans le groupe.
Les femelles âgées qui ont subi la ménopause changent de position et de partenaires dans le groupe et ont, en général, moins d'interactions avec les autres membres du groupe.

## Organisation sociale
La population de Polonnaruwa au Sri Lanka est la mieux connue des populations sauvages de macaque à toque. La taille moyenne des groupes est de 24,8 individus (8 à 43 individus). Ils sont composés en moyenne de 40,8 % d'adultes (soit 10 adultes/groupe âgés de 5 ans et plus), de 30,7 % de juvéniles (soit 7,5 juvéniles/groupe âgés de 1 à 5 ans) et de 28,5 % de nouveau-nés (soit 7 petits/groupe âgés de moins d'un an). Les mâles sont subadultes de 5 à 7 ans et ne sont considérés adultes qu'à partir de 7 ans. Les femelles, quant à elles, sont considérées adultes vers 5 ans, âge où elles entrent en reproduction. Les mâles adultes sont moins nombreux que les femelles, même si l'on ajoute les mâles subadultes, ils ne représentent que 39 % des adultes du groupe. Ceci est lié à la forte mortalité des mâles qui quittent le groupe à l'âge adulte pour tenter de se reproduire dans un autre groupe.

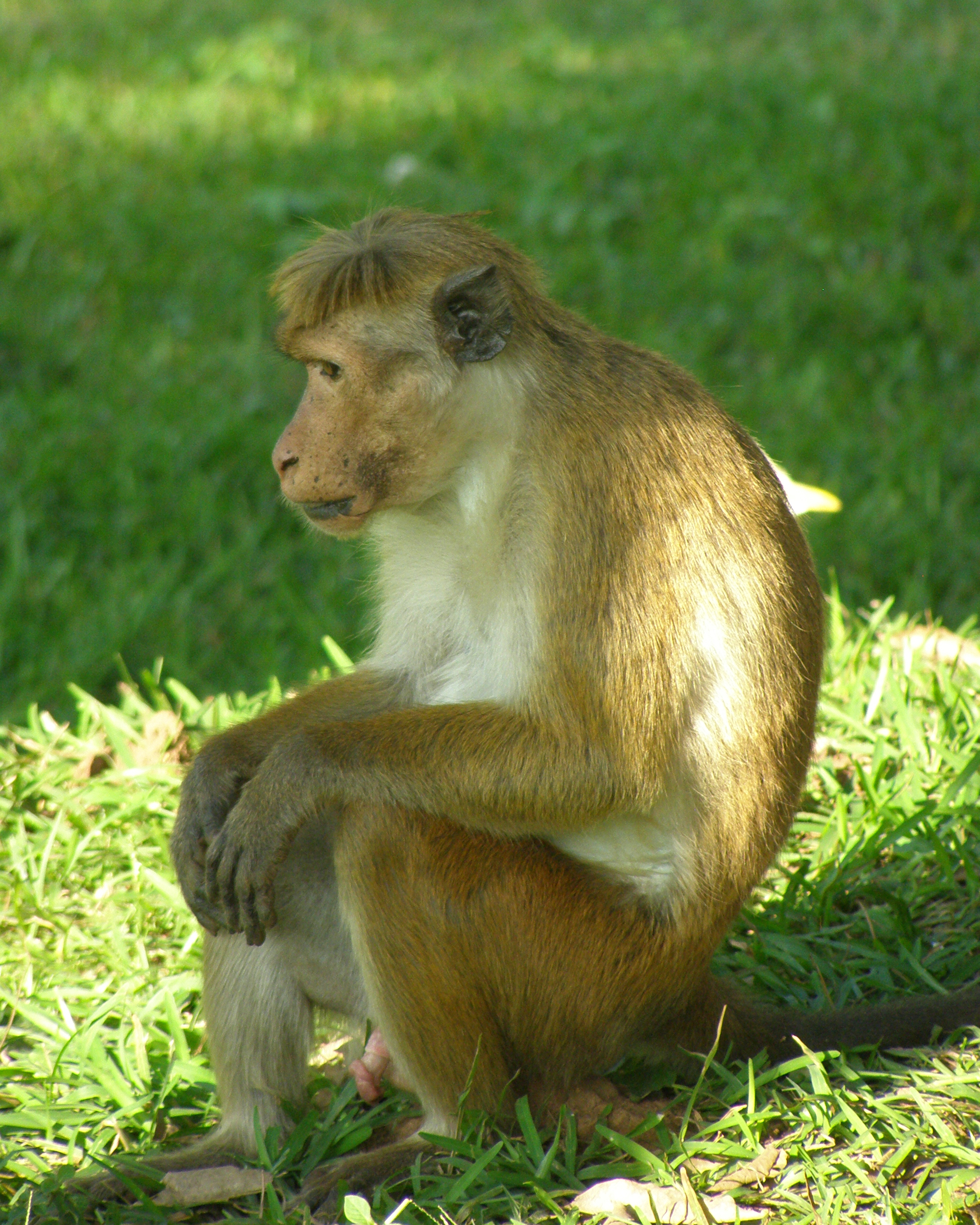
Mâle sur le site d'Anuradhapura.
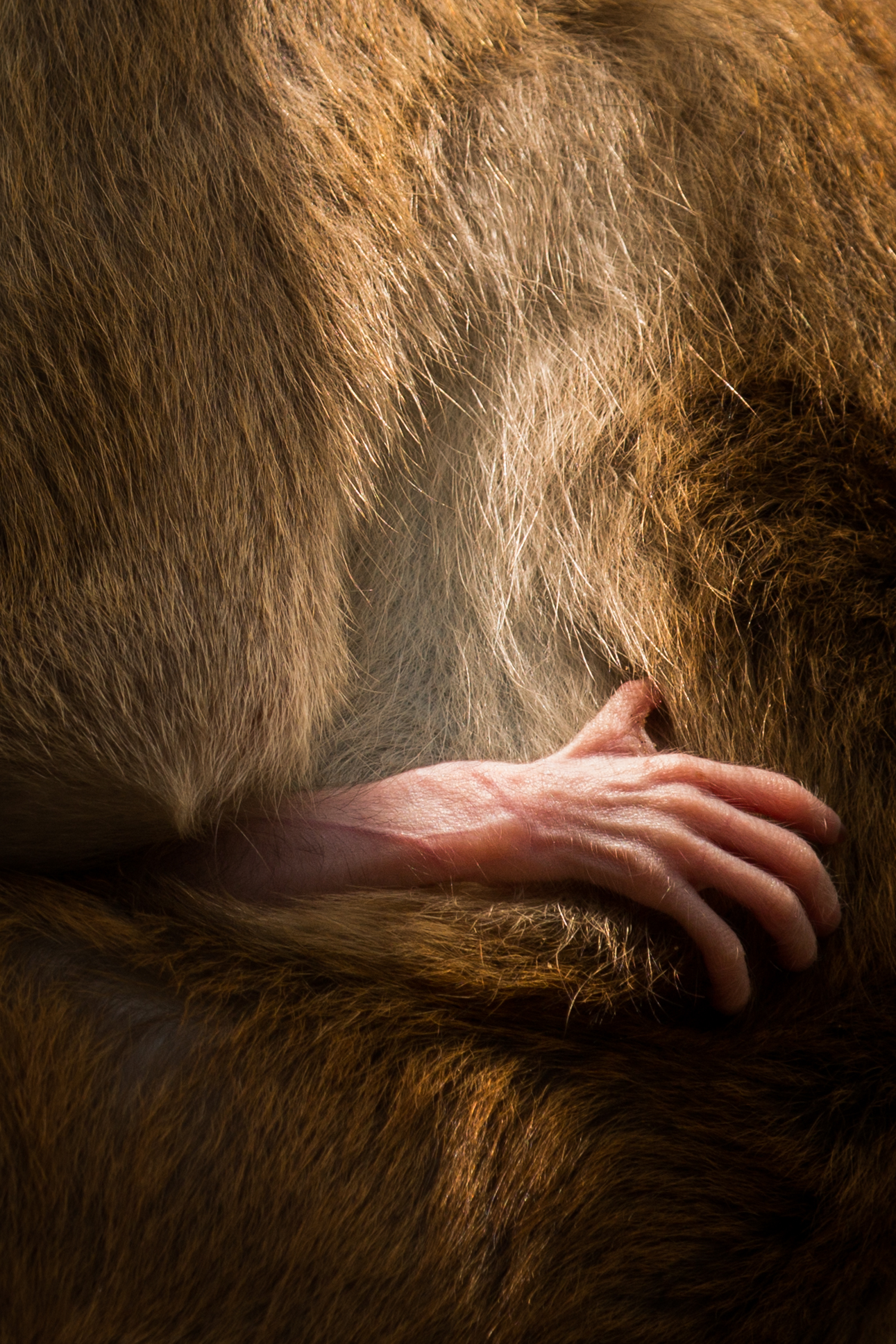
La main d'un bébé macaque à toque agripant sa maman. Juin 2019.
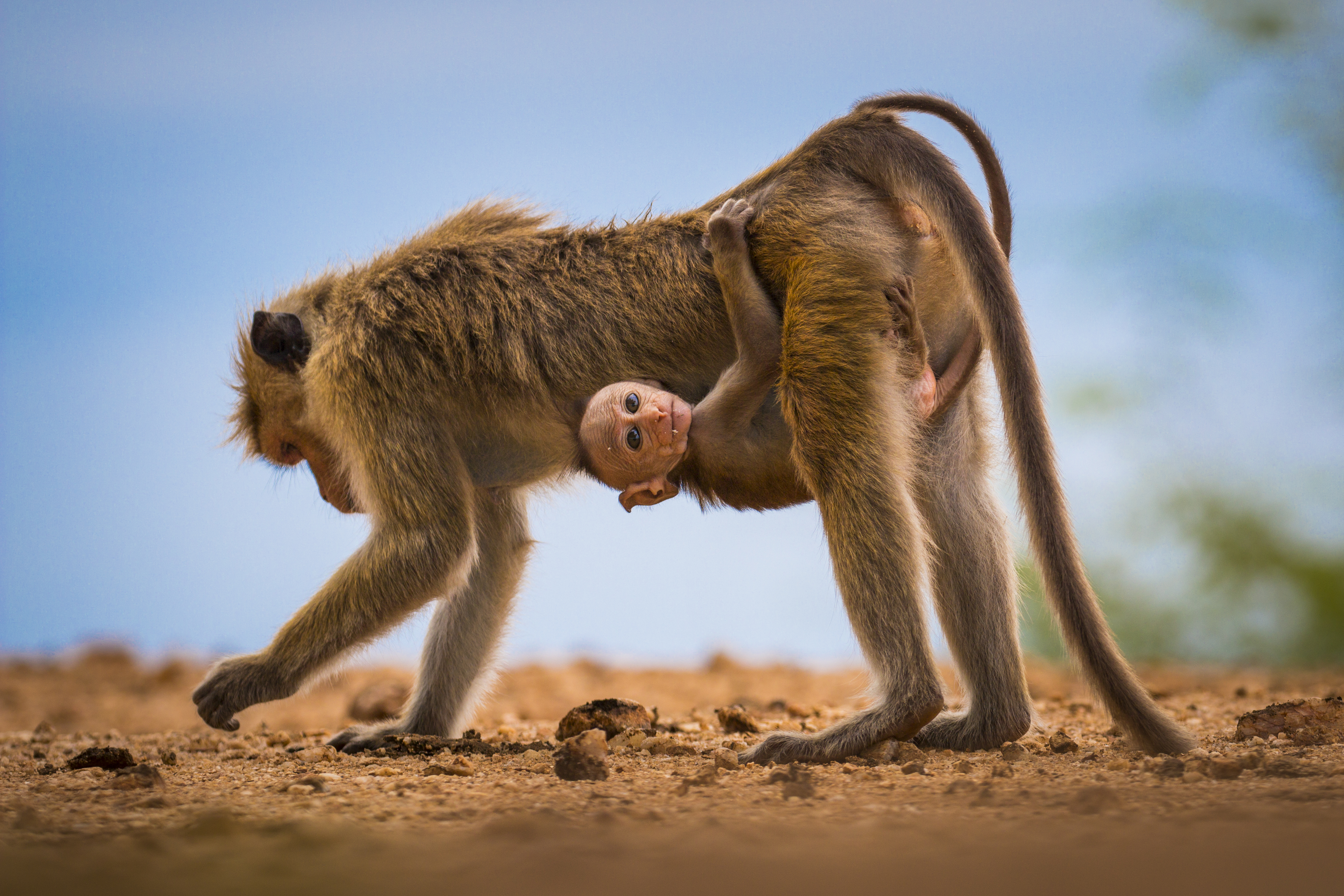
Maman macaque à toque avec son petit au Sri Lanka. Septembre 2017.

Les migrations ne concernent que les mâles et peuvent prendre deux formes différentes :
1. l'excursion temporaire, oscillant d'une fraction de journée à plusieurs jours, quand les mâles essaient d'entrer en « consort » avec une femelle en œstrus d'un groupe voisin, ou
2. le départ définitif de la troupe pour devenir membre d'un autre groupe. Les mâles solitaires sont extrêmement rares et s'associent plus volontiers, au besoin, en sous-groupes de mâles, composés de mâles adultes, subadultes et juvéniles.

Dans la population de Polonnaruwa, 4 des 29 groupes de macaques à toque se sont divisés sur une période de 16 ans. La formation de sous-groupes, temporairement périphériques, de taille et de composition variables précède de 9 à 40 mois le phénomène de fission à proprement parler. La fission se cristallise dans un délai d'un mois environ par une augmentation puis une stabilisation du nombre de membres dans le sous-groupe avant sa séparation définitive. Tous les membres du groupe nouvellement divisé ont généralement participé aux sous-groupes de pré-fission et appartiennent à des lignées maternelles (ou matrilines) de rangs hiérarchiques inférieurs. Les sous-groupes de pré-fission sont initiées par des noyaux stables de femelles entretenant de bonnes relations, le plus souvent apparentées, et les fissions qui s'ensuivent séparent généralement des matrilines entières. La compétition intra groupe pour les ressources alimentaires pourrait être à l'origine de tels épisodes de fission. Cependant, après les fissions, les femelles adultes sont plus souvent impliquées dans les confrontations physiques lors des compétitions inter groupes que les femelles adultes membres de grands groupes établis. La dispersion spatiale des sous-groupes de fission peut résulter de cette compétition inter groupes.
Dans l'année qui suit la fission, le taux de changement des relations de dominance est plus important dans ces nouveaux groupes. Les femelles ayant fait scission sont des partenaires familières et facilement disponibles pour des mâles du groupe qui ont récemment perdu leur rang dans la hiérarchie de dominance.

## Alimentation
Le régime alimentaire du macaque à toque est essentiellement végétarien et se compose à 75 % de fruits (dont une grande proportion de figues, Ficus amplissima) et de graines. La nourriture plus riche en fibres constituée par les autres parties végétales représente 23 % de l'alimentation tandis que la prédation sur des invertébrés et des petits vertébrés (reptiles, oiseaux et mammifères) constitue les 2 % restants.
La proportion de nourriture à forte valeur énergétique (fruits et graines) ingérée par les individus de haut rang hiérarchique est plus importante que chez les individus subordonnés qui compensent en consommant davantage de bourgeons et d'herbes. La masse corporelle des individus est étroitement liée à leur statut dans la hiérarchie de dominance. Certains membres du groupe peuvent vider les abajoues d'individus qui leur sont subordonnés et consommer la nourriture stockée à l'intérieur.
Quand les macaques à toque découvrent des quantités importantes de nourriture dans leur habitat naturel, ils produisent des vocalisations spécifiques. Pour un même type de nourriture, la durée des épisodes de recherche alimentaire et le taux d'ingestion alimentaire sont significativement plus importants quand de telles vocalisations relatives à la nourriture ont été émises. Ces cris désignent un nouvel emplacement où il est possible de trouver une grosse quantité de nourriture, quel qu'en soit le type. Les individus dispersés du groupe accourent alors sur place à l'écoute du « cri d'alimentation » comme s'ils avaient eux-mêmes découvert le site alimentaire. D'un point de vue phylogénique, le cri d'alimentation semble proche du « cri de contact », dont la fonction est de maintenir la cohésion du groupe.

## Habitat

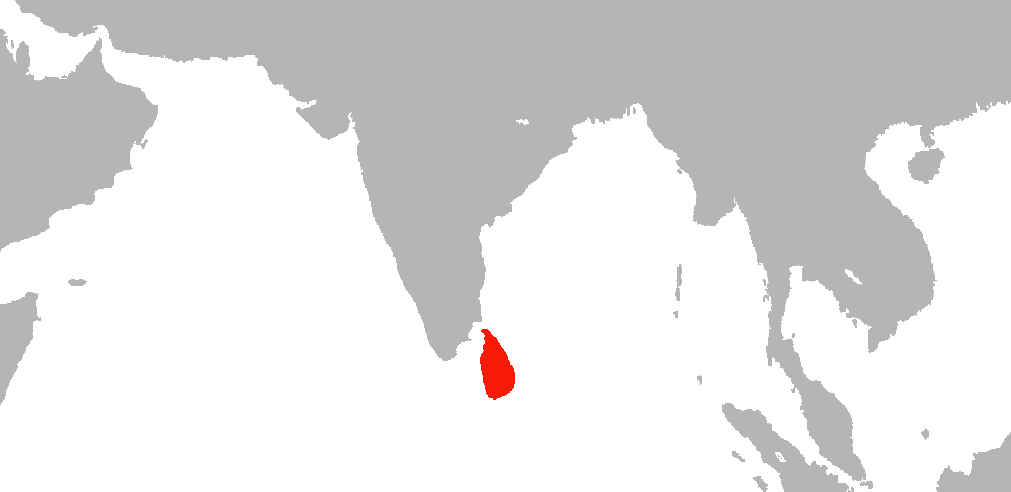
Répartition du macaque à toque.

Le macaque à toque colonise tous les types de forêts du Sri Lanka. Toutefois, dans les forêts des zones arides situées sur les franges côtières du nord-ouest et du sud-est de l'île, l'espèce se cantonne dans les forêts galeries ou auprès des points d'eau permanents. Les forêts du Sri Lanka sont dans les deux tiers nord et est de l'île des forêts semi-caduques. Le tiers sud-ouest est quant à lui recouvert de forêt tropicale humide. Le macaque à toque s'adapte facilement aux milieux perturbés par l'homme, notamment pour l'agriculture et auprès des sites religieux, mais ne s'aventure tout de même pas dans les villes comme d'autres espèces de macaques peuvent le faire.

## Population

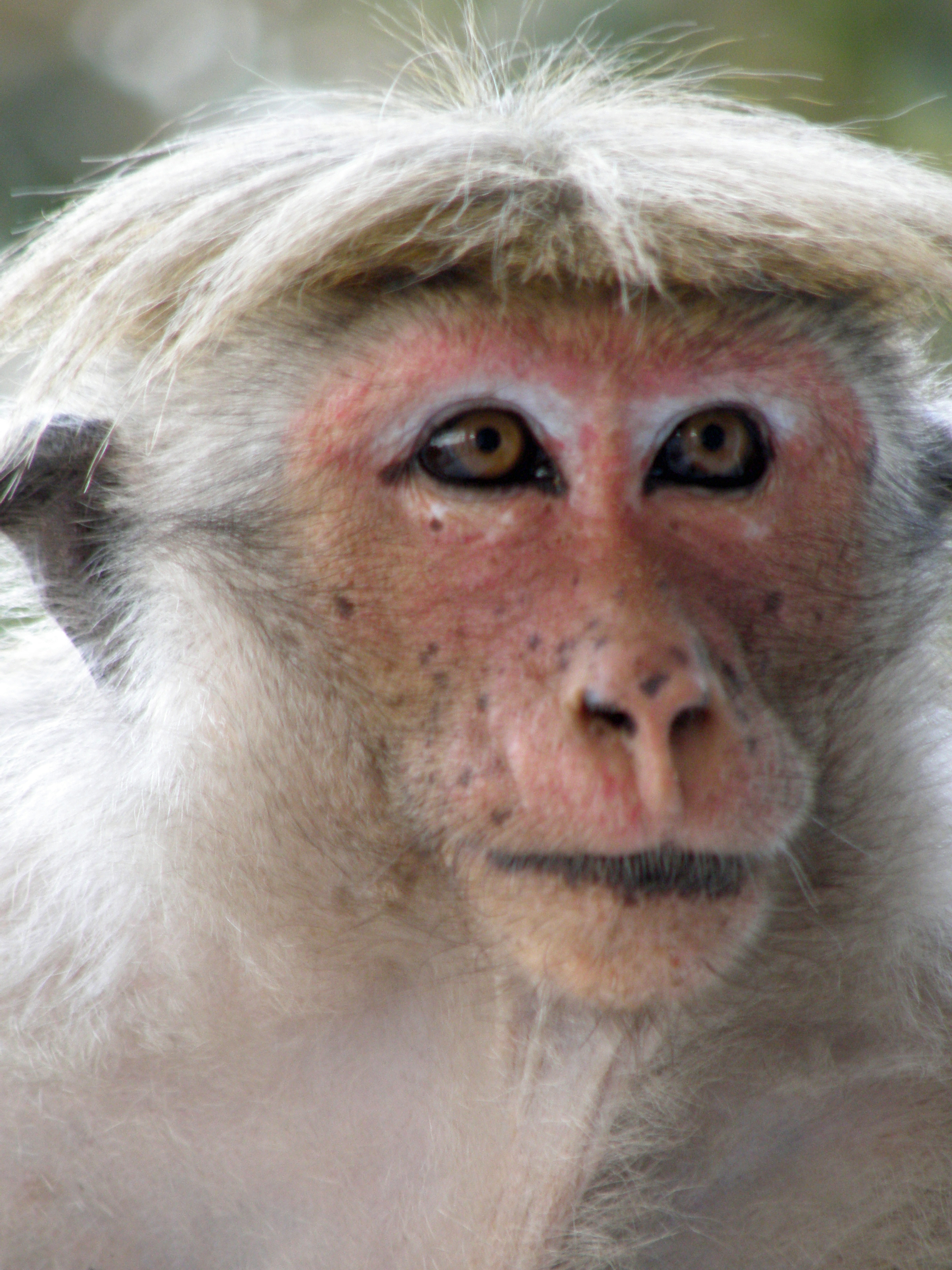
Femelle en maraude au centre-ville de Kandy.

Les données sur la paternité montrent que beaucoup de mâles ne peuvent produire que très peu de descendants durant leur vie et que la taille effective de la population de macaque à toque serait bien plus faible que les relevés bruts de densité de singes au kilomètre carré.
Les études hématologiques montrent que les populations sauvages de macaques à toque sont soumises à de fortes contraintes environnementales physiques ou biologiques, même si les sujets ne paraissent pas malades. L'accès plus ou moins difficile à l'eau pendant la saison sèche semble affecter grandement l'état de santé des groupes sauvages.
Les principaux prédateurs du macaque à toque (tout comme l’entelle, Semnopithecus entellus), semblent être les chiens. Les macaques de l'île s'enfuient ou produisent également des cris d'alarme en réponse à la vue de la majorité des grands rapaces (pygargue blagre Haliaeetus leucogaster, serpentaire bacha Spilornis cheela, pygargue à tête grise Icthyophaga ichthyaetus, spizaète huppé Spizaetus cirrhatus, milan sacré Haliastur indus, kétoupa brun Ketupa zeylonensis et grand-duc du Népal Bubo nipalensis) et de trois espèces de serpents, le python molure, Python molurus et deux espèces venimeuses, le cobra indien, Naja naja et la vipère de Russell, Vipera russelli pilchella. Les autres espèces de serpent non venimeuses ne suscitent pas de tels évitements.
Le macaque à toque fait partie des espèces vulnérables selon l'UICN, notamment en raison de la destruction de l'habitat par l'homme et des changements climatiques qui menacent l'équilibre précaire des forêts du Sri Lanka.

### Filmographie
- Au Royaume des Singes, long-métrage de Disneynature sorti en 2015, raconte la vie et l'organisation sociale des macaques à toque par le biais des aventures de Maya, une jeune femelle d'un groupe sauvage vivant dans une forêt du Sri-Lanka.

### Sources externes
- (en) Animal Diversity Web : Macaca sinica (consulté le 14 octobre 2017)
- (en) Fonds documentaire ARKive : Macaca sinica  (consulté le 14 octobre 2017)
- (en) BioLib : Macaca sinica  (Linnaeus, 1771) (consulté le 14 octobre 2017)
- (en) Catalogue of Life : Macaca sinica (Linnaeus, 1771) (consulté le 15 décembre 2020)
- (fr) CITES : taxon  Macaca sinica (sur le site du ministère français de l'Écologie) (consulté le 14 octobre 2017)
- (en) CITES : Macaca sinica (Linnaeus, 1771)  (+ répartition sur Species+) (consulté le 22 mai 2015)
- (fr + en) ITIS : Macaca sinica  (Linnaeus, 1771) (consulté le 14 octobre 2017)
- (en) Mammal Species of the World (3e  éd., 2005) :  Macaca sinica   Linnaeus, 1771 (consulté le 14 octobre 2017)
- (en) NCBI : Macaca sinica (taxons inclus) (consulté le 14 octobre 2017)
- (en) UICN : espèce Macaca sinica (Linneaus, 1771) (consulté le 14 octobre 2017)